# Ray Houghton
Pour les articles homonymes, voir Houghton.
Raymond James Houghton est un footballeur irlandais né le 9 janvier 1962 à Glasgow. Il évoluait au poste de milieu de terrain.

## Carrière
- 1979-1982 : West Ham  Angleterre
- 1982-1985 : Fulham  Angleterre
- 1985-1987 : Oxford United  Angleterre
- 1987-1992 : Liverpool  Angleterre
- 1992-1995 : Aston Villa  Angleterre
- 1995-1997 : Crystal Palace  Angleterre
- 1997-1999 : Reading  Angleterre
- 1999-2000 : Stevenage  Angleterre[1]

## Palmarès
- 73 sélections et 6 buts avec l'équipe d'Irlande entre 1986 et 1998
- Champion d'Angleterre en 1988 et 1990 avec Liverpool
- Vainqueur de la Coupe d'Angleterre (FA Cup) en 1989 et 1992 avec Liverpool
- Vainqueur du Charity Shield en 1988, 1989 et 1990 avec Liverpool
- Vainqueur de la League Cup en 1986 avec Oxford puis en 1994 avec Aston Villa

## Sources
- (en) Stephen McGarrigle, The Complete who's who of Irish international football : 1945-1996, Edimbourg, Mainstream Publishing, octobre 1996, 237 p. (ISBN 1-85158-894-9), p. 95-96